# Aigondiceps bocki
Aigondiceps bocki är en kräftdjursart som först beskrevs av Lang 1948.  Aigondiceps bocki ingår i släktet Aigondiceps och familjen Tetragonicipitidae. Arten är reproducerande i Sverige. Inga underarter finns listade i Catalogue of Life.